# Anantapur (distrito)

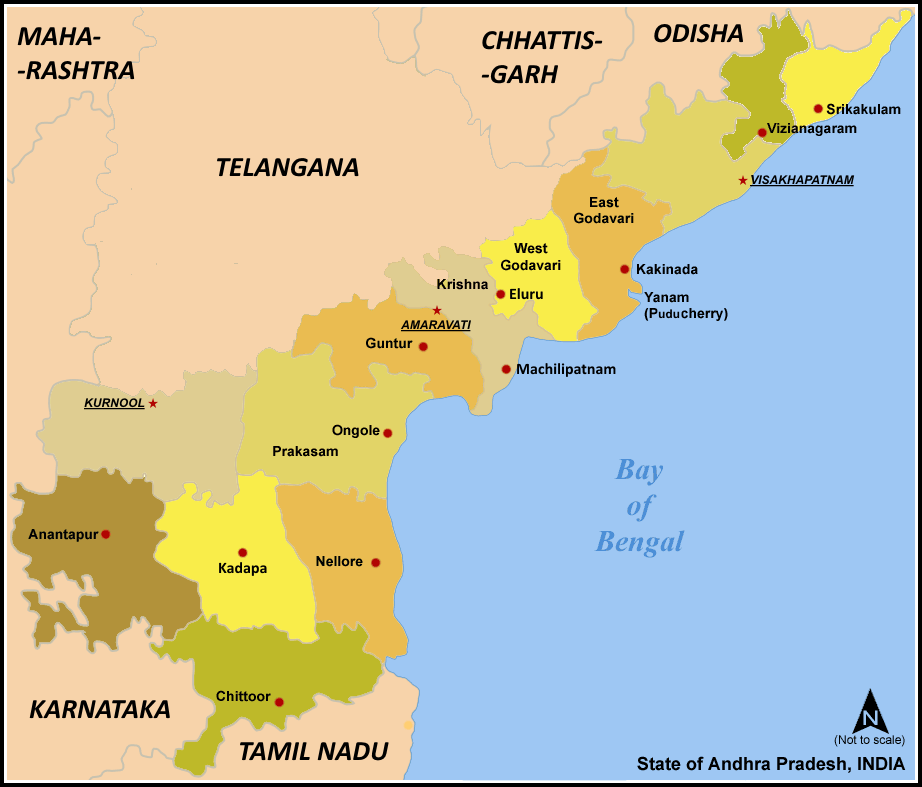
Distritos de Andra Pradexe.

Anantapur é um distrito do estado indiano de Andra Pradexe. A capital é Anantapur.

## Geografia
Anantapur é o maior distrito de Andra Pradexe abrangendo uma área de cerca de 19,130 km². É delimitada a norte pelo Distrito de Kurnool, a leste por Distrito de Kadapa, a sudoeste por Distrito de Chitur, e no sudoeste e oeste pelo estado de Carnataca. Faz parte da região de Rayalaseema no estado. As partes norte e central geralmente possuem um planalto elevado, na maioria das vezes irregular, com grandes rochas de granito ou séries de pequenas elevações surgindo ocasionalmente sobre a sua superfície.
Na parte sul do distrito a superfície é mais acidentada, subindo para o planalto há 2 600 pés acima do mar. Seis rios correm dentro do distrito: Penna, Chithravathi, Vedavathi, Papagni, Swarnamuki e Thadakaleru. O distrito tem uma precipitação média anual de 381 milímetros. Este local também possui muitas pessoas importantes como o antigo Presidente da Índia Sr. Neelam Sanjiva Reddy.

## Demografia
O distrito possui uma população de 3 640 478 dos quais 25,26% é urbana, no censo feito em 2001. Télugu, urdu e inglês são as principais línguas faladas, tendo o distrito uma taxa de alfabetização de 56,69%. Anantapur inclui 866 vilas.

## História e locais de interesse
Anantapur é a sede da Sri Krishnadevaraya University, e das fortalezas Penukonda e Rayadurga, e dos templos para os santos Puttaparthi, Penna Ahobilam e Lepakshi. Existe uma notável fortaleza em Gooty, 2171 pés acima do mar, e uma rocha semelhante existe em Penukonda, com uma elevação igual à de Bangalor, cerca de 3 100 pés acima do mar. Em 1789 foi cedido por Tipu Sultan para o Nizã de Haiderabade, e em 1800 Nizam cedeu o distrito de Anantapur e mais outros para os britânicos no pagamento de uma dívida.
As principais cidades do distrito incluem Anantapur, Hindupur, Guntacal, Tadipatri, Kadiri, Dharmavaram, Rayadurg e Kalyandurg. Outros lugares de interesse incluem Alur, Chitrachedu, Enumaladoddi, Gooty, Lepakshi, Yalagalavanka e Puttaparthi.